# Llista de medallistes olímpics d'hoquei sobre gel
Aquesta és una llista dels medallistes olímpics d'hoquei sobre gel:

## Medallistes

### Categoria masculina
| Edició                       | Or | Argent | Bronze |
| Anvers 1920                  | Canadà Robert Benson · Walter Byron · Frank Fredrickson · Chris Fridfinnson · Magnus Goodman · Haldor Halderson · Konrad Johannesson · Allan Woodman | Estats Units Raymond Bonney · Anthony Conroy · Herbert Drury · Edward Fitzgerald · George Geran · Frank Goheen · Joseph McCormick · Lawrence McCormick · Frank Synott · Leon Tuck · Cyril Weidenborner | TxecoslovàquiaKarel Hartmann · Vilém Loos · Jan Palouš · Jan Peka · Karel Pešek · Josef Šroubek · Otakar Vindyš · Karel Wälzer |
| Chamonix 1924                | CanadàJack Cameron · Ernie Collett · Bert McCaffrey · Harold McMunn · Duncan Munro · Beattie Ramsay · Cyril Slater · Reginald Smith · Harry Watson | Estats UnitsClarence Abel · Herbert Drury · Alphonse Lacroix · John Langley · John Lyons · Justin McCarthy · Willard Rice · Irving Small · Frank Synott | Regne UnitWilliam Anderson · Lorne Carr-Harris · Colin Carruthers · Eric Carruthers · Guy Clarkson · Ross Cuthbert · Geoffrey Holmes · Hamilton Jukes · Edward Pitblado · Blaine Sexton |
| St. Moritz 1928              | CanadàCharles Delahay · Frank Fisher · Louis Hudson · Norbert Mueller · Herbert Plaxton · Hugh Plaxton · Roger Plaxton · John Porter · Frank Sullivan · Joseph Sullivan · Ross Taylor · David Trottier | SuèciaCarl Abrahamsson · Emil Bergman · Birger Holmqvist · Gustaf Johansson · Henry Johansson · Nils Johansson · Ernst Karlberg · Erik Larsson · Bertil Linde · Sigfrid Öberg · Wilhelm Petersén · Kurt Sucksdorff | SuïssaGiannin Andreossi · Mezzi Andreossi · Robert Breiter · Louis Dufour · Charles Fasel · Albert Geromini · Fritz Kraatz · Arnold Martignoni · Heini Meng · Anton Morosani · Luzius Rüedi · Richard Torriani |
| Lake Placid 1932             | CanadàWilliam Cockburn · Clifford Crowley · Albert Duncanson · George Garbutt · Roy Hinkel · Victor Lindquist · Norman Malloy · Walter Monson · Kenneth Moore · Romeo Rivers · Harold Simpson · Hugh Sutherland · Stanley Wagner · Aliston Wise | Estats UnitsOsborn Anderson · John Bent · John Chase · John Cookman · Douglas Everett · Franklin Farrel · Joseph Fitzgerald · Edwin Frazier · John Garrison · Gerard Hallock · Robert Livingston · Francis Nelson · Winthrop Palmer · Gordon Smith | AlemanyaRudi Ball · Alfred Heinrich · Erich Herker · Gustav Jaenecke · Werner Korff · Walter Leinweber · Erich Römer · Martin Schröttle · Marquardt Slevogt · Georg Strobl |
| Garmisch- Partenkirchen 1936 | Regne UnitAlexander Archer · James Borland · Edgar Brenchley · James Chappell · John Coward · Gordon Dailley · John Davey · Carl Erhardt · James Foster · John Kilpatrick · Archibald Stinchcombe · Robert Wyman | CanadàMaxwell Deacon · Hugh Farquharson · Kenneth Farmer · James Haggarty · Walter Kitchen · Raymond Milton · Francis Moore · Herman Murray · Arthur Nash · David Neville · Alexander Sinclair · Ralph St. Germain · William Thomson | Estats UnitsJohn Garrison · August Kammer · Philip LaBatte · John Lax · Thomas Moone · Elbridge Ross · Paul Rowe · Francis Shaughnessy · Gordon Smith · Francis Spain · Frank Stubbs |
| St. Moritz 1948              | CanadàMurray Dowey · Bernard Dunster · Jean Gravelle · Patrick Guzzo · Walter Halder · Thomas Hibberd · Henri-André Laperriere · John Lecompte · George Mara · Albert Roméo Renaud · Reginald Schroeter · Irving Taylor | TxecoslovàquiaVladimír Bouzek · Augustin Bubník · Jaroslav Drobný · Přemysl Hajný · Zdeněk Jarkovský · Vladimír Kobranov · Stanislav Konopásek · Bohumil Modrý · Miloslav Pokorný · Václav Roziňák · Miroslav Sláma · Karel Stibor · Vilibald Šťovík · Ladislav Troják · Josef Trousílek · Oldřich Zábrodský · Vladimír Zábrodský | SuïssaHans Bänninger · Alfred Bieler · Heinrich Boller · Ferdinand Cattini · Hans Cattini · Hans Dürst · Walter Paul Dürst · Emil Handschin · Heini Lohrer · Werner Lohrer · Reto Perl · Gebhard Poltera · Ulrich Poltera · Beat Rüedi · Otto Schubiger · Richard Torriani · Hans-Martin Trepp |
| Oslo 1952                    | CanadàGeorge Abel · John Davies · Billy Dawe · Robert Dickson · Donald Gauf · William Gibson · Ralph Hansch · Robert Meyers · David Miller · Eric Paterson · Thomas Pollock · Allan Purvis · Gordon Robertson · Louis Secco · Francis Sullivan · Bob Watt | Estats UnitsRuben Bjorkman · Leonard Ceglarski · Joseph Czarnota · Richard Desmond · Andre Gambucci · Clifford Harrison · Gerald Kilmartin · John Mulhern · John Noah · Arnold Oss · Robert Rompre · James Sedin · Alfred Van Allen · Donald Whiston · Ken Yackel | SuèciaGöte Almqvist · Åke Andersson · Hans Andersson-Tvilling · Stig Andersson-Tvilling · Lars Björn · Göte Blomqvist · Thord Flodqvist · Erik Johansson · Gösta Johansson · Rune Johansson · Sven Tumba Johansson · Erik Lassas · Holger Nurmela · Hans Öberg · Lars Pettersson · Lars Svensson · Sven Thunman |
| Cortina d'Ampezzo 1956       | Unió SovièticaYevgeny Babich · Vsévolod Bobrov · Alexei Guryshev · Nikolay Khlystov · Valentin Kuzin · Yuri Krylov · Alfred Kuchevsky · Grigory Mkrtychan · Viktor Nikiforov · Yuri Pantyukhov · Nikolaï Puchkov · Viktor Shuvalov · Genrikh Sidorenkov · Nikolai Sologubov · Ivan Tregubov · Dmitry Ukolov · Aleksandr Uvarov | Estats UnitsWendell Anderson · Wellington Burtnett · Eugene Campbell · Gordon Christian · Bill Cleary · Richard Dougherty · Willard Ikola · John Matchefts · John Mayasich · Daniel McKinnon · Richard Meredith · Weldon Olson · John Pettroske · Kenneth Purpur · Donald Rigazio · Richard Rodenheiser · Edward Sampson | CanadàDenis Brodeur · Charles Brooker · William Colvin · Alfred Horne · Arthur Hurst · Byrle Klinck · Paul Knox · Ken Laufman · Howard Lee · James Logan · Floyd Martin · Jack McKenzie · Donald Rope · George Scholes · Gerry Theberge · Robert White · Keith Woodall |
| Squaw Valley 1960            | Estats UnitsBill Christian · Roger Christian · Bill Cleary · Bob Cleary · Eugene Grazia · Paul Johnson · Jack Kirrane · John Mayasich · Jack McCartan · Robert McVey · Richard Meredith · Weldon Olson · Edwyn Owen · Rodney Paavola · Lawrence Palmer · Richard Rodenheiser · Tommy Williams | CanadàBob Attersley · Maurice Benoit · James Connelly · Jack Douglas · Fred Etcher · Robert Forhan · Don Head · Harold Hurley · Ken Laufman · Floyd Martin · Robert McKnight · Cliff Pennington · Donald Rope · Bobby Rousseau · George Samolenko · Harry Sinden · Darryl Sly | Unió SovièticaVeniamin Alexandrov · Aleksandr Almetov · Yuri Baulin · Mikhail Bychkov · Vladimir Grebennikov · Yevgeny Groshev · Nikolai Karpov · Alfred Kuchevsky · Konstantin Loktev · Stanislav Petukhov · Viktor Pryazhnikov · Nikolai Puchkov · Genrikh Sidorenkov · Nikolai Sologubov · Yury Tsitsinov · Viktor Yakushev · Evgeni Yerkin                                                                                 |
| Innsbruck 1964               | Unió SovièticaVeniamin Alexandrov · Aleksandr Almetov · Vitaly Davydov · Anatoli Firsov · Eduard Ivanov · Viktor Konovalenko · Victor Kuzkin · Konstantin Loktev · Boris Mayorov · Yevgeni Mayorov · Stanislav Petukhov · Alexander Ragulin · Vyacheslav Starshinov · Leonid Volkov · Victor Yakushev · Boris Zaitzev · Oleg Zaytsev | SuèciaAnders Andersson · Gert Blomé · Lennart Häggroth · Lennart Johansson · Nils Johansson · Sven Tumba Johansson · Lars-Eric Lundvall · Eilert Määttä · Hans Mild · Nils Nilsson · Bert-Ola Nordlander · Carl-Göran Öberg · Uno Öhrlund · Ronald Pettersson · Ulf Sterner · Roland Stoltz · Kjell Svensson | TxecoslovàquiaVlastimil Bubník · Josef Černý · Jiří Dolana · Vladimír Dzurilla · Jozef Golonka · František Gregor · Jiří Holík · Jaroslav Jiřík · Jan Klapáč · Vladimír Nadrchal · Rudolf Potsch · Stanislav Prýl · Ladislav Šmíd · Stanislav Sventek · František Tikal · Miroslav Vlach · Jaroslav Walter |
| Grenoble 1968                | Unió SovièticaVeniamin Alexandrov · Viktor Blinov · Vitaly Davydov · Anatoli Firsov · Anatoly Ionov · Viktor Konovalenko · Victor Kuzkin · Boris Mayorov · Yevgeni Mishakov · Yuri Moiseev · Victor Polupanov · Alexander Ragulin · Igor Romishevsky · Vyacheslav Starshinov · Vladimir Vikulov · Oleg Zaytsev · Yevgeni Zimin · Victor Zinger                                                                                                | TxecoslovàquiaJosef Černý · Vladimír Dzurilla · Jozef Golonka · Jan Havel · Petr Hejma · Jiří Holík · Josef Horešovský · Jan Hrbatý · Jaroslav Jiřík · Jan Klapáč · Jiří Kochta · Oldřich Macháč · Karel Masopust · Vladimír Nadrchal · Václav Nedomanský · František Pospíšil · František Ševčík · Jan Suchý | CanadàRoger Bourbonnais · Ken Broderick · Ray Cadieux · Paul Conlin · Gary Dineen · Brian Glennie · Ted Hargreaves · Fran Huck · Marshall Johnston · Barry MacKenzie · Bill MacMillan · Steve Monteith · Morris Mott · Terry O'Malley · Danny O'Shea · Gerry Pinder · Herb Pinder · Wayne Stephenson |
| Sapporo 1972                 | Unió SovièticaYury Blinov · Vitaly Davydov · Anatoli Firsov · Valeri Kharlàmov · Victor Kuzkin · Vladimir Lutchenko · Aleksandr Maltsev · Boris Mikhailov · Yevgeni Mishakov · Alexander Pashkov · Vladimir Petrov · Alexander Ragulin · Igor Romishevsky · Vladimir Shadrin · Vladislav Tretiak · Guennadi Tsigankov · Valeri Vasiliev · Vladimir Vikulov · Alexander Yakushev · Yevgeni Zimin                                               | Estats UnitsKevin Ahearn · Henry Boucha · Charles Brown · Keith Christiansen · Mike Curran · Robbie Ftorek · Mark Howe · Larry Bader · Stuart Irving · Jim McElmury · Dick McGlynn · Bruce McIntosh · Tom Mellor · Ronald Naslund · Wally Olds · Tim Regan · Frank Sanders · Craig Sarner · Peter Sears · Timothy Sheehy | TxecoslovàquiaVladimír Bednár · Josef Černý · Vladimír Dzurilla · Richard Farda · Ivan Hlinka · Jiří Holeček · Jaroslav Holík · Jiří Holík · Josef Horešovský · Jiří Kochta · Oldřich Macháč · Vladimír Martinec · Václav Nedomanský · Eduard Novák · František Pospíšil · Bohuslav Šťastný · Rudolf Tajcnár · Karel Vohralík                                                                                                  |
| Innsbruck 1976               | Unió SovièticaBoris Aleksandrov · Sergei Babinov · Aleksandr Gusev · Sergei Kapustin · Valeri Kharlàmov · Vladimir Lutchenko · Yuri Lyapkin · Aleksandr Maltsev · Boris Mikhailov · Vladimir Petrov · Vladimir Shadrin · Victor Shalimov · Aleksandr Sidelnikov · Vladislav Tretiak · Guennadi Tsigankov · Valeri Vasiliev · Alexander Yakushev · Viktor Zhluktov                                                                             | TxecoslovàquiaJosef Augusta · Jiří Bubla · Milan Chalupa · Jiří Crha · Miroslav Dvořák · Bohuslav Ebermann · Ivan Hlinka · Jiří Holeček · Jiří Holík · Milan Kajkl · Oldřich Macháč · Vladimír Martinec · Eduard Novák · Jiří Novák · Milan Nový · Jaroslav Pouzar · František Pospíšil · Bohuslav Šťastný | RFAKlaus Auhuber · Ignaz Berndaner · Wolfgang Boos · Lorenz Funk · Martin Hinterstocker · Udo Kiessling · Walter Köberle · Ernst Köpf · Anton Kehle · Erich Kühnhackl · Stefan Metz · Franz Reindl · Rainer Philipp · Alois Schloder · Rudolf Thanner · Josef Völk · Ferenc Vozar · Erich Weishaupt |
| Lake Placid 1980             | Estats UnitsBill Baker · Neal Broten · Dave Christian · Steve Christoff · Jim Craig · Mike Eruzione · John Harrington · Steve Janaszak · Mark Johnson · Rob McClanahan · Ken Morrow · Jack O'Callahan · Mike Ramsey · Mark Pavelich · Buzz Schneider · Dave Silk · Bob Suter · Eric Strobel · Mark Wells · Phil Verchota | Unió SovièticaHelmuts Balderis · Zinetula Bilyaletdinov · Viacheslav Fetisov · Aleksandr Golikov · Vladimir Golikov · Alexei Kasatonov · Valeri Kharlàmov · Vladimir Krutov · Yuri Lebedev · Sergei Makarov · Aleksandr Maltsev · Boris Mikhailov · Vladimir Myshkin · Vasili Pervukhin · Vladimir Petrov · Aleksandr Skvortsov · Sergei Starikov · Vladislav Tretiak · Valeri Vasiliev · Viktor Zhluktov                                               | SuèciaMats Åhlberg · Sture Andersson · Bo Berglund · Håkan Eriksson · Jan Eriksson · Thomas Eriksson · Leif Holmgren · Tomas Jonsson · Pelle Lindbergh · Bengt Lundholm · William Löfquist · Per Lundqvist · Lars Molin · Mats Näslund · Lennart Norberg · Tommy Samuelsson · Dan Söderström · Mats Waltin · Ulf Weinstock |
| Sarajevo 1984                | Unió SovièticaZinetula Bilyaletdinov · Sergei Shepelev · Nikolai Drozdetsky · Viacheslav Fetisov · Aleksandr Geramisov · Alexei Kasatonov · Andrei Khomutov · Vladimir Kovin · Alexander Kozhevnikov · Vladimir Krutov · Igor Larionov · Sergei Makarov · Vladimir Myshkin · Vasili Pervukhin · Aleksandr Skvortsov · Sergei Starikov · Igor Stelnov · Vladislav Tretiak · Viktor Tyumenev · Mikhail Vasiliev                                 | TxecoslovàquiaJaroslav Benák · Vladimír Caldr · Milan Chalupa · František Černík · Miloslav Hořava · Jiří Hrdina · Arnold Kadlec · Jaroslav Korbela · Jiří Králík · Vladimír Kýhos · Jiří Lála · Igor Liba · Vincent Lukáč · Dušan Pašek · Pavel Richter · Jaromír Šindel · Radoslav Svoboda · Eduard Uvíra | SuèciaThomas Åhlén · Pelle Eklund · Thomas Eklund · Bo Eriksson · Håkan Eriksson · Peter Gradin · Mats Hessel · Peter Hjälm · Göran Lindblom · Tommy Mörth · Leif-Håkan Nordin · Rolf Ridderwall · Jens Öhling · Thomas Rundqvist · Tomas Sandström · Håkan Södergren · Mats Thelin · Michael Thelvén · Mats Waltin · Göte Wälitalo                                                                                            |
| Calgary 1988                 | Unió SovièticaIlya Byakin · Vyacheslav Bykov · Aleksandr Chernykh · Viacheslav Fetisov · Alexei Gusarov · Valeri Kamensky · Alexei Kasatonov · Andrei Khomutov · Alexander Kozhevnikov · Igor Kravchuk · Vladimir Krutov · Igor Larionov · Andrei Lomakin · Sergei Makarov · Alexander Mogilny · Sergei Mylnikov · Vitali Samoilov · Anatoli Semenov · Sergei Starikov · Igor Stelnov · Sergei Svetlov · Serguei Iaixin                       | FinlàndiaTimo Blomqvist · Kari Eloranta · Raimo Helminen · Iiro Järvi · Esa Keskinen · Erkki Laine · Kari Laitinen · Erkki Lehtonen · Jyrki Lumme · Reijo Mikkolainen · Jarmo Myllys · Teppo Numminen · Janne Ojanen · Arto Ruotanen · Reijo Ruotsalainen · Simo Saarinen · Kai Suikkanen · Timo Susi · Jukka Tammi · Jari Torkki · Pekka Tuomisto · Jukka Virtanen                                                                                     | SuèciaMikael Andersson · Peter Åslin · Bo Berglund · Jonas Bergqvist · Anders Bergman · Thom Eklund · Anders Eldebrink · Peter Eriksson · Thomas Eriksson · Michael Hjälm · Lars Ivarsson · Mikael Johansson · Lars Karlsson · Mats Kihlström · Peter Lindmark · Lars Molin · Jens Öhling · Lars-Gunnar Pettersson · Thomas Rundqvist · Tommy Samuelsson · Ulf Sandström · Håkan Södergren                                     |
| Albertville 1992             | Equip UnificatSergei Bautin Igor Boldin Nikolai Borschevsky Vyacheslav Butsayev Vyacheslav Bykov Evgeny Davydov Alexei Gusarov Darius Kasparaitis Nikolai Khabibulin Yuri Khmylev Andrei Khomutov Andrei Kovalenko Alexei Kovalev Igor Kravchuk Vladimir Malakhov Dmitri Mironov Sergei Petrenko Vitali Prokhorov Mikhail Shtalenkov Andrei Trefilov Dmitri Yushkevich Alexei Zhamnov Alexei Zhitnik Sergei Zubov                             | CanadàDave Archibald · Todd Brost · Sean Burke · Kevin Dahl · Curt Giles · Dave Hannan · Gord Hynes · Fabian Joseph · Joé Juneau · Trevor Kidd · Patrick Lebeau · Chris Lindberg · Eric Lindros · Kent Manderville · Adrien Plavsic · Dan Ratushny · Sam St. Laurent · Brad Schlegel · Wally Schreiber · Randy Smith · Dave Tippett · Brian Tutt · Jason Woolley                                                                                        | TxecoslovàquiaPatrik Augusta · Petr Bříza · Jaromír Dragan · Leo Gudas · Miloslav Hořava · Petr Hrbek · Otakar Janecký · Tomáš Jelínek · Drahomír Kadlec · Kamil Kašťák · Robert Lang · Igor Liba · Ladislav Lubina · František Procházka · Petr Rosol · Bedřich Ščerban · Jiří Šlégr · Richard Šmehlík · Róbert Švehla · Oldřich Svoboda · Radek Ťoupal · Peter Veselovský · Richard Žemlička                                 |
| Lillehammer 1994             | SuèciaHåkan Algotsson · Jonas Bergqvist · Charles Berglund · Andreas Dackell · Christian Due-Boje · Niklas Eriksson · Peter Forsberg · Roger Hansson · Roger Johansson · Jörgen Jönsson · Kenny Jönsson · Tomas Jonsson · Patrik Juhlin · Patric Kjellberg · Håkan Loob · Mats Näslund · Stefan Örnskog · Leif Rohlin · Daniel Rydmark · Tommy Salo · Fredrik Stillman · Magnus Svensson                                                      | CanadàMark Astley · Adrian Aucoin · David Harlock · Corey Hirsch · Todd Hlushko · Greg Johnson · Fabian Joseph · Paul Kariya · Chris Kontos · Manny Legacé · Ken Lovsin · Derek Mayer · Petr Nedvěd · Dwayne Norris · Greg Parks · Allain Roy · Jean-Yves Roy · Brian Savage · Brad Schlegel · Wally Schreiber · Chris Therien · Todd Warriner · Brad Werenka                                                                                           | FinlàndiaMika Alatalo · Erik Hämäläinen · Raimo Helminen · Timo Jutila · Sami Kapanen · Esa Keskinen · Marko Kiprusoff · Saku Koivu · Pasi Kuivalainen · Janne Laukkanen · Tero Lehterä · Jere Lehtinen · Mikko Mäkelä · Jarmo Myllys · Mika Nieminen · Janne Ojanen · Marko Palo · Ville Peltonen · Pasi Sormunen · Mika Strömberg · Jukka Tammi · Petri Varis · Hannu Virta                                                  |
| Nagano 1998 detalls          | TxèquiaJosef Beránek · Jan Čaloun · Roman Čechmánek · Jiří Dopita · Roman Hamrlík · Dominik Hašek · Milan Hejduk · Jaromír Jágr · František Kučera · Robert Lang · David Moravec · Pavel Patera · Libor Procházka · Martin Procházka · Robert Reichel · Martin Ručínský · Vladimír Růžička · Jiří Šlégr · Richard Šmehlík · Jaroslav Špaček · Martin Straka · Petr Svoboda                                                                    | RússiaPavel Bure · Valeri Bure · Oleg Shevtsov · Sergei Fedorov · Sergei Gonchar · Alexei Gusarov · Alexei Zhitnik · Valeri Kamensky · Darius Kasparaitis · Andrei Kovalenko · Igor Kravchuk · Sergei Krivokrasov · Boris Mironov · Dmitri Mironov · Aleksey Morozov · Sergei Nemchinov · Mikhail Shtalenkov · German Titov · Andrei Trefilov · Aleksei Iaixin · Dmitri Yushkevich · Valeri Zelepukin · Alexei Zhamnov                                  | FinlàndiaAki-Petteri Berg · Tuomas Grönman · Raimo Helminen · Sami Kapanen · Saku Koivu · Jari Kurri · Janne Laukkanen · Jere Lehtinen · Juha Lind · Jyrki Lumme · Jarmo Myllys · Mika Nieminen · Janne Niinimaa · Teppo Numminen · Ville Peltonen · Kimmo Rintanen · Teemu Selänne · Ari Sulander · Jukka Tammi · Esa Tikkanen · Kimmo Timonen · Antti Törmänen · Juha Ylönen                                                 |
| Salt Lake City 2002 detalls  | CanadàEd Belfour · Rob Blake · Eric Brewer · Martin Brodeur · Theoren Fleury · Adam Foote · Simon Gagné · Jarome Iginla · Curtis Joseph · Ed Jovanovski · Paul Kariya · Mario Lemieux · Eric Lindros · Al MacInnis · Scott Niedermayer · Joe Nieuwendyk · Owen Nolan · Michael Peca · Chris Pronger · Joe Sakic · Brendan Shanahan · Ryan Smyth · Steve Yzerman                                                                               | Estats UnitsTony Amonte · Tom Barrasso · Chris Chelios · Adam Deadmarsh · Chris Drury · Mike Dunham · Bill Guerin · Phil Housley · Brett Hull · John LeClair · Brian Leetch · Aaron Miller · Mike Modano · Tom Poti · Brian Rafalski · Mike Richter · Jeremy Roenick · Brian Rolston · Gary Suter · Keith Tkachuk · Doug Weight · Mike York · Scott Young                                                                                               | RússiaMaksim Afinoguénov · Ilya Bryzgalov · Pavel Bure · Valeri Bure · Pavel Datsyuk · Sergei Fedorov · Sergei Gonchar · Darius Kasparaitis · Nikolai Khabibulin · Ilya Kovalchuk · Alexei Kovalev · Igor Kravchuk · Oleg Kvasha · Igor Larionov · Vladimir Malakhov · Daniil Markov · Boris Mironov · Andrei Nikolishin · Yegor Podomatsky · Sergei Samsonov · Oleg Tverdovsky · Aleksei Iaixin · Alexei Zhamnov              |
| Torí 2006 detalls            | SuèciaDaniel Alfredsson · P. J. Axelsson · Christian Bäckman · Peter Forsberg · Mika Hannula · Niclas Hävelid · Tomas Holmström · Jörgen Jönsson · Kenny Jönsson · Niklas Kronwall · Nicklas Lidström · Stefan Liv · Henrik Lundqvist · Fredrik Modin · Mattias Öhlund · Samuel Påhlsson · Mikael Samuelsson · Daniel Sedin · Henrik Sedin · Mats Sundin · Ronnie Sundin · Mikael Tellqvist · Daniel Tjärnqvist · Henrik Zetterberg           | FinlàndiaNiklas Bäckström · Aki-Petteri Berg · Niklas Hagman · Jukka Hentunen · Jussi Jokinen · Olli Jokinen · Niko Kapanen · Mikko Koivu · Saku Koivu · Lasse Kukkonen · Antti Laaksonen · Jere Lehtinen · Toni Lydman · Antti-Jussi Niemi · Ville Nieminen · Antero Niittymäki · Fredrik Norrena · Petteri Nummelin · Teppo Numminen · Ville Peltonen · Jarkko Ruutu · Sami Salo · Teemu Selänne · Kimmo Timonen                                      | TxèquiaJan Bulis · Petr Čajánek · Patrik Eliáš · Martin Erat · Dominik Hašek · Milan Hejduk · Aleš Hemský · Milan Hnilička · Jaromír Jágr · František Kaberle · Tomáš Kaberle · Aleš Kotalík · Filip Kuba · Pavel Kubina · Robert Lang · Marek Malík · Rostislav Olesz · Václav Prospal · Martin Ručínský · Dušan Salfický · Jaroslav Špaček · Martin Straka · Tomáš Vokoun · David Výborný · Marek Židlický                   |
| Vancouver 2010 detalls       | CanadàPatrice Bergeron · Dan Boyle · Martin Brodeur · Sidney Crosby · Drew Doughty · Marc-André Fleury · Ryan Getzlaf · Dany Heatley · Jarome Iginla · Duncan Keith · Roberto Luongo · Patrick Marleau · Brenden Morrow · Rick Nash · Scott Niedermayer · Corey Perry · Chris Pronger · Mike Richards · Brent Seabrook · Eric Staal · Joe Thornton · Jonathan Toews · Shea Weber                                                              | Estats UnitsDavid Backes · Dustin Brown · Ryan Callahan · Chris Drury · Tim Gleason · Erik Johnson · Jack Johnson · Patrick Kane · Ryan Kesler · Phil Kessel · Jamie Langenbrunner · Ryan Malone · Ryan Miller · Brooks Orpik · Zach Parise · Joe Pavelski · Jonathan Quick · Brian Rafalski · Bobby Ryan · Paul Stastny · Ryan Suter · Tim Thomas · Ryan Whitney                                                                                       | FinlàndiaNiklas Bäckström · Valtteri Filppula · Niklas Hagman · Jarkko Immonen · Olli Jokinen · Niko Kapanen · Miikka Kiprusoff · Mikko Koivu · Saku Koivu · Lasse Kukkonen · Jere Lehtinen · Sami Lepistö · Toni Lydman · Antti Miettinen · Antero Niittymäki · Janne Niskala · Ville Peltonen · Joni Pitkänen · Jarkko Ruutu · Tuomo Ruutu · Sami Salo · Teemu Selänne · Kimmo Timonen                                       |
| Sotxi 2014 detalls           | CanadàJamie Benn · Patrice Bergeron · Jay Bouwmeester · Jeff Carter · Sidney Crosby · Drew Doughty · Ryan Getzlaf · Matt Duchene · Dan Hamhuis · Duncan Keith · Chris Kunitz · Roberto Luongo · Patrick Marleau · Rick Nash · Corey Perry · Alex Pietrangelo · Carey Price · Mike Smith · Martin St. Louis · Patrick Sharp · P. K. Subban · John Tavares · Jonathan Toews · Marc-Édouard Vlasic · Shea Weber                                  | SuèciaJhonas Enroth · Oliver Ekman-Larsson · Niklas Hjalmarsson · Henrik Tallinder · Daniel Alfredsson · Patrik Berglund · Marcus Krüger · Jakob Silfverberg · Alexander Steen · Loui Eriksson · Daniel Sedin · Alexander Edler · Johnny Oduya · Henrik Lundqvist · Henrik Zetterberg · Gustav Nyquist · Jimmie Ericsson · Jonas Gustavsson · Jonathan Ericsson · Niklas Kronwall · Carl Hagelin · Erik Karlsson · Marcus Johansson · Gabriel Landeskog | FinlàndiaJuhamatti Aaltonen · Aleksander Barkov · Mikael Granlund · Juuso Hietanen · Jarkko Immonen · Jussi Jokinen · Olli Jokinen · Leo Komarov · Sami Lepistö · Petri Kontiola · Lauri Korpikoski · Lasse Kukkonen · Jori Lehterä · Kari Lehtonen · Olli Määttä · Antti Niemi · Antti Pihlström · Tuukka Rask · Tuomo Ruutu · Sakari Salminen · Sami Salo · Teemu Selänne · Kimmo Timonen · Ossi Väänänen · Sami Vatanen     |
| Pyeongchang 2018 detalls     | Atletes Olímpics de Rússia Sergei Andronov Alexander Barabanov Pavel Datsyuk Vladislav Gavrikov Mikhail Grigorenko Nikita Gusev Ilya Kablukov Sergei Kalinin Kirill Kaprizov Bogdan Kiselevich Vasily Koshechkin Ilya Kovalchuk Alexei Marchenko Sergei Mozyakin Nikita Nesterov Nikolai Prokhorkin Igor Shestyorkin Vadim Shipachyov Sergei Shirokov Ilya Sorokin Ivan Telegin Slava Voynov Egor Yakovlev Artyom Zub Andrei Zubarev          | Alemanya Sinan Akdag · Danny aus den Birken · Daryl Boyle · Yasin Ehliz · Christian Ehrhoff · Dennis Endras · Gerrit Fauser · Marcel Goc · Patrick Hager · Frank Hördler · Dominik Kahun · Marcus Kink · Björn Krupp · Brooks Macek · Frank Mauer · Jonas Müller · Moritz Müller · Marcel Noebels · Timo Pielmeier · Leonhard Pföderl · Matthias Plachta · Patrick Reimer · Felix Schütz · Yannic Seidenberg · David Wolf                               | Canadà Rene Bourque · Gilbert Brulé · Andrew Ebbett · Stefan Elliott · Chay Genoway · Cody Goloubef · Marc-André Gragnani · Quinton Howden · Chris Kelly · Rob Klinkhammer · Brandon Kozun · Maxim Lapierre · Chris Lee · Maxim Noreau · Eric O'Dell · Justin Peters · Kevin Poulin · Mason Raymond · Mat Robinson · Derek Roy · Ben Scrivens · Karl Stollery · Christian Thomas · Linden Vey · Wojtek Wolski                  |
| Pequín 2022 detalls          | FinlàndiaVille Pokka · Niklas Friman · Mikko Lehtonen · Marko Anttila · Valtteri Kemiläinen · Miro Aaltonen · Niko Ojamäki · Hannes Björninen · Toni Rajala · Joonas Nättinen · Harri Säteri · Frans Tuohimaa · Juuso Hietanen · Petteri Lindbohm · Sami Vatanen · Juho Olkinuora · Valtteri Filppula · Atte Ohtamaa · Markus Granlund · Sakari Manninen · Teemu Hartikainen · Leo Komarov · Saku Mäenalanen · Iiro Pakarinen · Harri Pesonen | ROCSergei Andronov Timur Bilyalov Andrei Chibisov Ivan Fedotov Stanislav Galiev Mikhail Grigorenko Arseni Gritsyuk Nikita Gusev Pavel Karnaukhov Artur Kayumov Artyom Minulin Nikita Nesterov Alexander Nikishin Sergei Plotnikov Alexander Samonov Kirill Semyonov Damir Sharipzyanov Vadim Shipachyov Anton Slepyshev Sergei Telegin Vladimir Tkachyov Dmitri Voronkov Slava Voynov Egor Yakovlev Alexander Yelesin                                   | EslovàquiaPeter Cehlárik · Michal Čajkovský · Peter Čerešňák · Marko Daňo · Marek Ďaloga · Martin Gernát · Adrián Holešinský · Marek Hrivík · Libor Hudáček · Tomáš Jurčo · Miloš Kelemen · Branislav Konrád · Michal Krištof · Samuel Kňažko · Martin Marinčin · Šimon Nemec · Kristián Pospíšil · Pavol Regenda · Miloš Roman · Mislav Rosandić · Patrik Rybár · Juraj Slafkovský · Samuel Takáč · Matej Tomek · Peter Zuzin |

### Categoria femenina
| Edició                      | Or | Argent | Bronze |
| Nagano 1998 detalls         | Estats UnitsChris Bailey · Laurie Baker · Alana Blahoski · Lisa Brown-Miller · Karyn Bye · Colleen Coyne · Sara Decosta · Tricia Dunn-Luoma · Cammi Granato · Katie King · Shelley Looney · Sue Merz · Allison Mleczko · Tara Mounsey · Vicki Movsessian · Jenny Potter · Angela Ruggiero · Sarah Tueting · Gretchen Ulion · Sandra Whyte                                                                          | CanadàJennifer Botterill · Thérèse Brisson · Cassie Campbell · Judy Diduck · Nancy Drolet · Lori Dupuis · Danielle Goyette · Geraldine Heaney · Jayna Hefford · Becky Kellar · Katheryn McCormack · Karen Nystrom · Lesley Reddon · Manon Rhéaume · Laura Schuler · Fiona Smith · France St-Louis · Vicky Sunohara · Hayley Wickenheiser · Stacy Wilson                                                                  | FinlàndiaSari Fisk · Kirsi Hänninen · Satu Huotari · Marianne Ihalainen · Johanna Ikonen · Sari Krooks · Emma Laaksonen · Sanna Lankosaari · Katja Lehto · Marika Lehtimäki · Riikka Nieminen · Marja-Helena Pälvilä · Tuula Puputti · Karoliina Rantamäki · Tiia Reima · Katja Riipi · Päivi Salo · Maria Selin · Liisa-Maria Sneck · Petra Vaarakallio                                                           |
| Salt Lake City 2002 detalls | CanadàDana Antal · Kelly Bechard · Jennifer Botterill · Thérèse Brisson · Cassie Campbell · Isabelle Chartrand · Lori Dupuis · Danielle Goyette · Geraldine Heaney · Jayna Hefford · Becky Kellar · Caroline Ouellette · Cherie Piper · Cheryl Pounder · Tammy Lee Shewchuk · Sami Jo Small · Colleen Sostorics · Kim St-Pierre · Vicky Sunohara · Hayley Wickenheiser                                             | Estats UnitsChris Bailey · Laurie Baker · Karyn Bye · Julie Chu · Natalie Darwitz · Sara Decosta · Tricia Dunn-Luoma · Cammi Granato · Courtney Kennedy · Andrea Kilbourne · Katie King · Shelley Looney · Sue Merz · Allison Mleczko · Tara Mounsey · Jenny Potter · Angela Ruggiero · Sarah Tueting · Lyndsay Wall · Krissy Wendell                                                                                    | SuèciaAnnica Åhlén · Lotta Almblad · Anna Andersson · Gunilla Andersson · Emelie Berggren · Kristina Bergstrand · Ann-Louise Edstrand · Joa Elfsberg · Erika Holst · Nanna Jansson · Maria Larsson · Ylva Lindberg · Ulrica Lindström · Kim Martin · Josefin Pettersson · Maria Rooth · Danijela Rundqvist · Evelina Samuelsson · Therese Sjölander · Anna Vikman                                                  |
| Torí 2006 detalls           | CanadàMeghan Agosta · Gillian Apps · Jennifer Botterill · Cassie Campbell · Gillian Ferrari · Danielle Goyette · Jayna Hefford · Becky Kellar · Gina Kingsbury · Charline Labonté · Carla MacLeod · Caroline Ouellette · Cherie Piper · Cheryl Pounder · Colleen Sostorics · Kim St-Pierre · Vicky Sunohara · Sarah Vaillancourt · Katie Weatherston · Hayley Wickenheiser                                         | SuèciaCecilia Andersson · Gunilla Andersson · Jenni Asserholt · Ann-Louise Edstrand · Joa Elfsberg · Emma Eliasson · Erika Holst · Nanna Jansson · Ylva Lindberg · Jenny Lindqvist · Kristina Lundberg · Kim Martin · Frida Nevalainen · Emilie O'Konor · Maria Rooth · Danijela Rundqvist · Therese Sjölander · Katarina Timglas · Anna Vikman · Pernilla Winberg                                                       | Estats UnitsCaitlin Cahow · Julie Chu · Natalie Darwitz · Pam Dreyer · Tricia Dunn-Luoma · Molly Engstrom · Chanda Gunn · Jamie Hagerman · Kim Insalaco · Kathleen Kauth · Courtney Kennedy · Katie King · Kristin King · Sarah Parsons · Jenny Potter · Helen Resor · Angela Ruggiero · Kelly Stephens · Lyndsay Wall · Krissy Wendell                                                                            |
| Vancouver 2010 detalls      | CanadàMeghan Agosta · Gillian Apps · Tessa Bonhomme · Jennifer Botterill · Jayna Hefford · Haley Irwin · Rebecca Johnston · Becky Kellar · Gina Kingsbury · Charline Labonté · Carla MacLeod · Meaghan Mikkelson · Caroline Ouellette · Cherie Piper · Marie-Philip Poulin · Kim St-Pierre · Colleen Sostorics · Shannon Szabados · Sarah Vaillancourt · Catherine Ward · Hayley Wickenheiser                      | Estats UnitsKacey Bellamy · Caitlin Cahow · Lisa Chesson · Julie Chu · Natalie Darwitz · Meghan Duggan · Molly Engstrom · Hilary Knight · Jocelyne Lamoureux · Monique Lamoureux · Erika Lawler · Gisele Marvin · Brianne McLaughlin · Jenny Schmidgall-Potter · Angela Ruggiero · Molly Schaus · Kelli Stack · Karen Thatcher · Jessie Vetter · Kerry Weiland · Jinelle Zaugg-Siergiej                                  | FinlàndiaAnne Helin · Jenni Hiirikoski · Venla Hovi · Michelle Karvinen · Mira Kuisma · Emma Laaksonen · Rosa Lindstedt · Terhi Mertanen · Heidi Pelttari · Mariia Posa · Annina Rajahuhta · Karoliina Rantamäki · Noora Räty · Mari Saarinen · Saija Sirviö · Nina Tikkinen · Minnamari Tuominen · Saara Tuominen · Linda Välimäki · Anna Vanhatalo · Marjo Voutilainen                                           |
| Sotxi 2014 detalls          | CanadàMeghan Agosta-Marciano · Gillian Apps · Mélodie Daoust · Laura Fortino · Jayna Hefford · Haley Irwin · Brianne Jenner · Rebecca Johnston · Charline Labonté · Geneviève Lacasse · Jocelyne Larocque · Meaghan Mikkelson-Reid · Caroline Ouellette · Marie-Philip Poulin · Lauriane Rougeau · Natalie Spooner · Shannon Szabados · Jenn Wakefield · Catherine Ward · Tara Watchorn · Hayley Wickenheiser      | Estats UnitsKacey Bellamy · Megan Bozek · Alexandra Carpenter · Julie Chu · Kendall Coyne · Brianna Decker · Meghan Duggan · Lyndsey Fry · Amanda Kessel · Hilary Knight · Jocelyne Lamoureux · Monique Lamoureux-Kolls · Gisele Marvin · Brianne McLaughlin · Michelle Picard · Josephine Pucci · Molly Schaus · Anne Schleper · Kelli Stack · Lee Stecklein · Jessie Vetter                                            | SuïssaJanine Alder · Livia Altmann · Sophie Anthamatten · Laura Benz · Sara Benz · Nicole Bullo · Romy Eggimann · Sarah Forster · Angela Frautschi · Jessica Lutz · Julia Marty · Stefany Marty · Alina Müller · Katrin Nabholz · Evelina Raselli · Florence Schelling · Lara Stalder · Phoebe Stanz · Anja Stiefel · Nina Waidacher                                                                               |
| Pyeongchang 2018 detalls    | Estats Units Cayla Barnes · Kacey Bellamy · Hannah Brandt · Dani Cameranesi · Kendall Coyne · Brianna Decker · Meghan Duggan · Kali Flanagan · Nicole Hensley · Megan Keller · Amanda Kessel · Hilary Knight · Jocelyne Lamoureux · Monique Lamoureux · Gigi Marvin · Sidney Morin · Kelly Pannek · Amanda Pelkey · Emily Pfalzer · Alex Rigsby · Maddie Rooney · Haley Skarupa · Lee Stecklein                    | Canadà Meghan Agosta · Bailey Bram · Emily Clark · Mélodie Daoust · Ann-Renée Desbiens · Renata Fast · Laura Fortino · Haley Irwin · Brianne Jenner · Rebecca Johnston · Geneviève Lacasse · Brigette Lacquette · Jocelyne Larocque · Meaghan Mikkelson · Sarah Nurse · Marie-Philip Poulin · Lauriane Rougeau · Jillian Saulnier · Natalie Spooner · Laura Stacey · Shannon Szabados · Blayre Turnbull · Jenn Wakefield | Finlàndia Sanni Hakala · Jenni Hiirikoski · Venla Hovi · Mira Jalosuo · Michelle Karvinen · Rosa Lindstedt · Petra Nieminen · Tanja Niskanen · Emma Nuutinen · Isa Rahunen · Annina Rajahuhta · Meeri Räisänen · Noora Räty · Saila Saari · Ronja Savolainen · Eveliina Suonpää · Sara Säkkinen · Susanna Tapani · Noora Tulus · Minnamari Tuominen · Ella Viitasuo · Riikka Välilä · Linda Välimäki               |
| Pequín 2022 detalls         | CanadàErin Ambrose · Ashton Bell · Kristen Campbell · Emily Clark · Mélodie Daoust · Ann-Renée Desbiens · Renata Fast · Sarah Fillier · Brianne Jenner · Rebecca Johnston · Jocelyne Larocque · Emma Maltais · Emerance Maschmeyer · Sarah Nurse · Marie-Philip Poulin · Jamie Lee Rattray · Jill Saulnier · Ella Shelton · Natalie Spooner · Laura Stacey · Claire Thompson · Blayre Turnbull · Micah Zandee-Hart | Estats UnitsCayla Barnes · Megan Bozek · Hannah Brandt · Dani Cameranesi · Alex Carpenter · Alex Cavallini · Jesse Compher · Kendall Coyne Schofield · Brianna Decker · Jincy Dunne · Savannah Harmon · Caroline Harvey · Nicole Hensley · Megan Keller · Amanda Kessel · Hilary Knight · Abbey Murphy · Kelly Pannek · Maddie Rooney · Abby Roque · Hayley Scamurra · Lee Stecklein · Grace Zumwinkle                   | FinlàndiaSanni Hakala · Jenni Hiirikoski · Elisa Holopainen · Sini Karjalainen · Michelle Karvinen · Anni Keisala · Nelli Laitinen · Julia Liikala · Eveliina Mäkinen · Petra Nieminen · Tanja Niskanen · Jenniina Nylund · Meeri Räisänen · Sanni Rantala · Ronja Savolainen · Sofianna Sundelin · Susanna Tapani · Noora Tulus · Minttu Tuominen · Viivi Vainikka · Sanni Vanhanen · Emilia Vesa · Ella Viitasuo |